# Цховребашвили, Владимир Гедеванович
Владимир Гедеванович Цховребашвили (груз. ვლადიმირ გედევანის ძე ცხოვრებაშვილი; 1905 д. Богаури, Горийский уезд, Тифлисская губерния, Российская империя — май 1977, Тбилиси, Грузинская ССР, СССР) — советский государственный и партийный деятель. Первый секретарь Юго-Осетинского обкома КП(б) Грузии (1938—1949). Председатель президиума Верховного совета Грузинской ССР (1953).

## Биография
В 1923—1924 гг. — слушатель областной школы советского и партийного строительства, в 1924—1926 гг. — секретарь отдела организационного районного комитета комсомола в Гори, с 1926 г. — деятель ВКП(б), в 1926—1927 гг. — исполнительный секретарь районного комитета Комсомола в Телави, в 1927—1928 гг. — представитель ЦК Комсомола, работник молодежной секции Центрального правления Союза работников сельского хозяйства Грузинской ССР, в 1928—1929 гг. — начальник отдела культурно-пропагандистского Союза работников сельского хозяйства Грузинской ССР, в 1929—1931 гг. — секретарь Союза, в 1931—1932 гг. — председатель ЦК Союза рабочих совхозов, в 1932—1937 гг. — секретарь районного комитета КП(б) Грузии в Боржоми, в 1937—1938 гг. — 2-й секретарь комитета городского КП(б)Г в Тбилиси, в 1938—1949 гг. — секретарь областного комитета КП(б)Г, Юго-Осетинской Автономной Области, в 1949—1951 гг. — секретарь ЦК КП(б)Г, в 1949—1953 гг. — член политбюро ЦК КП(б)Г, с декабря 1951 до 14 апреля 1953 г. — 2-й секретарь ЦК КП(б)Г. С 15 апреля по 29 октября 1953 гг. — председатель Президиума Верховного Совета Грузинской ССР. в 1952—1956 гг. — кандидат в члены ЦК КПСС, депутат Верховного Совета СССР 1-3 созыва. С 1953 директор крупных государственных предприятий Грузинской ССР, в частности, Грузвольфрама. С 1964 г. — на пенсии.

## Награды
- Орден Ленина
- Орден Трудового Красного Знамени (1944)
- Орден Отечественной Войны II-й степени (1945)